# Mazarredia gongshanensis
Mazarredia gongshanensis är en insektsart som beskrevs av Zheng, Z. och X. Ou 2003. Mazarredia gongshanensis ingår i släktet Mazarredia och familjen torngräshoppor. Inga underarter finns listade i Catalogue of Life.